# Cima Sella
Die Cima Sella ist, laut Literatur, ein 2917, laut Karte 2919 Meter hoher Gipfel der Brentagruppe, einem Gebirge in den südlichen Kalkalpen in der italienischen Provinz Trient. Der Berg hat die Form eines Zahnes, im 19. Jahrhundert wurde er daher auch Dente di Sella genannt, er gehört zum nördlichen Teil der Brentagruppe, dem Grosté-Massiv. Der bei Kletterern beliebte Aussichtsberg trägt den Namen von Quintino Sella, dem Begründer des Club Alpino Italiano. Zuerst bestiegen wurde der Dente am 9. Juli 1884 von Candelpergher, Dorigoni, Alberto de Falkner und Thaler, geführt von Antonio Dallagiacoma und Ferrari von Nordwesten aus über die Cima del Grostè.

## Umgebung
Die Cima Sella liegt im nördlichen Teil der Brentagruppe, dem Grosté-Massiv. Nördlich des Berges erstreckt sich der kleine Gletscher Vedretta di Vallesinella superiore, im Süden die Vedretta di Brenta inferiore, die bis zum Gipfel der südlich benachbarten Cima Brenta, mit 3151 Metern Höhe, reicht. Getrennt von der Cima Brenta ist der Dente durch den Wegübergang Bocca del Tuckett. Bedeutende benachbarte Berge sind im Norden der Campanile di Vallesinella (2940 m) und die 2988 Meter hohe Cima Falkner. Nach Nordwesten läuft das Gebiet in das Vallesinella (Sinellatal) aus, nach Südosten verläuft das Val delle Seghe. Nächstgelegene Ortschaften sind im Nordwesten das gut 7,5 Kilometer Luftlinie entfernte Madonna di Campiglio im Campigliotal, im Südosten liegt das etwa 6,5 km entfernte Molveno am Lago di Molveno und ca. 12 km im Süden, San Lorenzo in Banale.

## Besteigungsgeschichte
Kurz nach dem Tod von Quintino Sella am 14. März 1884, beschloss der CAI den noch unbenannten Gipfel nach ihm zu benennen. Es wurde eine Bronzetafel mit der Aufschrift A Quintino Sella la S.A.T. 1884 hergestellt (die Società degli Alpinisti Tridentini ist seit 1920 eine Sektion des CAI). Die Gruppe der Erstbesteiger brach am 9. Juli 1884 um 5 Uhr morgens in Madonna di Campiglio auf, überschritt zunächst den Monte Spinale, den Grosté, den Vallesinellagletscher und erreichte den Gipfel um 11 Uhr. Karl Schulz zitiert aus den Annuari [...] Tridentini, 1883/84: Ein heftiger Schneesturm zwang die Partie, von der Befestigung der Tafel abzusehen und schon nach 5 Minuten wieder die Spitze zu verlassen. [...] Auf dem [...] Wege nach Massodi, verloren sie im Felslabyrinth den Weg und erreichten erst um 8 U. die Tosahütte. Erst bei der zweiten Besteigung am 9. August konnte die Bronzetafel am Gipfel dann angebracht werden.

## Stützpunkte und Routen
Der heutige Normalweg (leichtester Anstieg) auf die Cima Sella führt vom Rifugio Tuckett – Quintino Sella (Tucketthütte), auf 2268 Metern Höhe im obersten Brentatal, über die Bocca del Tuckett zum Sentiero delle Bocchette, Abschnitt Via Benini, und weiter über die Nordseite zum Gipfel in einer Gehzeit von, laut Literatur, etwa 2 Stunden. Der Sentiero delle Bocchette im Abschnitt Benini ist teilweise als Klettersteig ausgebaut. Weitere Wege auf den Gipfel führen seit 1934 als reine Kletterrouten über die Südkante im Schwierigkeitsgrad UIAA IV und seit 1942 über die Südostkante im Grad UIAA V.